# Професионална гимназия по химични технологии и дизайн „Проф. д-р Асен Златаров“
Професионална гимназия по химични технологии и дизайн „Проф. д-р Асен Златаров“ е средно училище в Нови пазар, на адрес: ул. „Цар Асен“ № 38. Има една учебна смяна – сутрин.
В началото на 2011 година училището е на 3-то място по брой отсъстващи ученици за Област Шумен.